# Surface RT
La primera generación de Surface (lanzada como Surface con Windows RT, más tarde comercializada como Surface RT) es una tableta híbrida, que fue desarrollada y manufacturada por Microsoft. Anunciada el 18 de junio de 2012 y lanzada el 26 de octubre del mismo año, fue la primera PC diseñada por Microsoft.
Posicionada como un competidor directo a la línea "iPad" de Apple, Surface incluyó varias características notables, incluyendo un kickstand o pie de apoyo, el cual permite e la tablet sostenerse en distintos ángulos e incluyendo también la posibilidad de colocar cubiertas protectoras que incluyen teclados (type covers). Surface apoyó el lanzamiento de Windows RT, una variación de Windows 8 diseñada para dispositivos basados en la Arquitectura ARM. Windows RT contenía notables diferencias y limitaciones al compararlo con Windows 8, incluyendo la falta de varias características, siendo todo esto empeorado por la inclusión de una suite de Office también limitada, y, además, la incompatibilidad con programas de escritorio. Windows RT solo podía ejecutar aplicaciones del estilo Modern UI, obtenidas de la Windows Store.
La Surface fue recibida con variadas reseñas. A pesar de ser elogiada por su diseño, accesorios y aspectos de su sistema operativo, las críticas fueron directo al desempeño del dispositivo, así como también las limitaciones de Windows RT y su ecosistema de aplicaciones. Las ventas de esta primera generación de Surface fueron muy pobres, llevando a Microsoft a rebajar su precio, causando una pérdida de US$990 millones en julio de 2013. Fue sucedida por la Surface 2 en 2013, la cual incluía el nuevo SO Windows 8.1. La Surface de primera generación también recibió esta actualización, y el soporte para ambas terminará en 2023.

## Historia
El dispositivo fue anunciado en un evento solo para la prensa en Los Ángeles, y fue la primera PC que Microsoft haya desarrollado y manufacturado dentro de la compañía. La Surface solo soporta conectividad WiFi, sin variante con conectividad celular. La tableta salió a la venta en ocho países: Australia, Canadá, China, Francia, Hong Kong, el Reino Unido y los Estados Unidos. La Surface Pro fue lanzada más tarde.

## Características

### Hardware
La Surface tiene un monitor de 1366x768 píxeles, y una pantalla táctil multitáctil con Gorilla Glass 2. El dispositivo mide 27,46cm x 17,2cm x 0,94cm y está hecho de magnesio. El kickstand, el puerto USB y una interfaz magnética para teclados le dan a la Surface la posibilidad de agregar un ratón, un teclado externo o una memoria USB. También posee una ranura para tarjetas microSD de hasta 200GB.

### Software
La Surface de primera generación corría Windows RT, el cual venía con software precargado de Windows: correo electrónico, calendario, contactos, deportes, noticias, viajes, financias, cámara, clima, lector, SkyDrive, tienda, fotos, mapas, juegos, mensajería, Bing, escritorio y servicios de Xbox, soportando Microsoft Office RT, la cual incluye Word, PowerPoint, Excel y OneNote. Windows RT solo permite instalar aplicaciones de la Windows Store, ya que está diseñado exclusivamente para la arquitectura ARM.
Una actualización importante para Windows RT 8.0 fue lanzada el 17 de octubre de 2013, llamada Windows RT 8.1. Esta actualización trajo varias mejores a la Surface, tal como una renovada aplicación de correo, más aplicaciones de Bing como Lista de Lectura, y OneDrive (sustituyendo a SkyDrive).También trajo soporte a azulejos más grandes, una aplicación de ayuda y consejos, y mejoras en la velocidad. Más tarde, una actualización a Windows RT 8.1, agregó un botón de búsqueda a la pantalla de inicio, así también como una barra de tareas en la interfaz Modern UI y una barra de títulos para las aplicaciones.

### Accessorios
La Surface se lanzó con dos accesorios: el Type cover y el Touch cover. El primero venía en negro, mientras que el segundo venía en una amplia gama de colores: blanco, negro, magenta, rojo y cian. Touch covers de edición limitada fueron lanzados con un grabado láser artístico en la parte de atrás. Ambas cubiertas poseían teclados, y se unían magnéticamente a la tableta. Más tarde, adaptadores micro-HDMI a HDMI y VGA fueron lanzados.

## Recepción
CNET elogió el diseño de la Surface, indicando que el dispositivo se sentía práctico y de alta calidad. El kickstand fue también elogiado por su sensación y calidad, mientras que tanto el kickstand y la cubierta con un sinfín de teclados también fueron calificados como "gratificantes". Los covers fueron considerados esenciales para obtener la experiencia Surface a pleno, y fueron elogiados por el área de tipeo espaciosa en comparación con otros teclados accesorios para tabletas, y por su sensación suave. La pantalla de la Surface fue elogiada por su gran tamaño y relación de aspecto panorámica en comparación con la línea "iPad", pero fue criticada por tener una gama de colores "apagada". Mientras que la interfaz de Windows 8 RT orientada a pantallas táctiles fue calificada de "elegante" aunque más difícil de aprender a utilizar que Android o iOS, el sistema operativo fue criticado por aún requerir el uso del escritorio de uso con ratón para algunas aplicaciones y configuraciones, y por su escaso ecosistema de aplicaciones, siendo el estado de la Windows Store comparado con "una ciudad fantasma luego del apocalipsis". La tableta también fue criticada por su pobre rendimiento, especialmente en comparación a otras tabletas basadas en Tegra 3. En conclusión, se dijo que "al parearla con una cubierta con teclado, la Surface es una excelente herramienta de productividad para la oficina (la mejor en forma de tableta) y que si tu entretenimiento no va más arriba que películas, shows de televisión, música y, ocasionalmente, juegos, ahí también estás cubierto", pero que, asumiendo que la Windows Store eventualmente aumentaría su cantidad de aplicaciones, "tanto eso como el flojo desempeño de la Surface seguirían siendo una herramienta útil de productividad, sin llegar a la verdadera grandeza de una tablet".
Las venta de la Surface y otros dispositivos con Windows RT fueron pobres. En julio de 2013, Microsoft reportó una pérdida de US$900 millones debido a las deslucidas ventas de la tableta y los recortes de precio del 30% en todo el mundo. El recorte de precios por parte de Microsoft llevó a un leve elevamiento en el mercado. A finales de agosto de 2013, AdDuplex (servicio de anuncios de la Windows Store) reveló que las ventas se habían elevado entre un 6,2 y un 9,8%.

## Línea de tiempo
Fuente: Surface Blog